# Rüppershausen
Rüppershausen is een plaats in de Duitse gemeente Bad Laasphe, deelstaat Noordrijn-Westfalen, en telt 250 inwoners.